# فصام بارانويدي
فصام بارانويدي أو فصام زوراني أو فصام ارتيابي أو فصام زوري (بالإنجليزية: Paranoid schizophrenia)‏ أحد أنواع مرض انفصام الشخصية وهو النوع الأكثر شيوعا وانتشاراً بين الأنواع الأخرى من الفصام. يعرف هذا الفصام بأنه «اضطراب عقلي مزمن يفقد فيه الشخص المريض العلاقة مع الواقع (الذهان).» وينقسم هذا النوع إلى أنواع فرعية تعتمد على «الأعراض السائدة في وقت الفحص والتشخيص». وتهيمن الصورة السريرية على الهذيانات المستقرة نسبيا وغالبا ما تكون مضطربة، والتي عادة ما تكون مصحوبة بالهلوسة، ولا سيما في الهلوسة السمعية حيث يعتقد الشخص المصاب بأنه يسمع أصوات، ويصاب ايضاً باضطرابات إدراكية. هذه الأعراض يمكن أن يكون لها تأثير كبير سلبي على العمل ونوعية الحياة. ويتميز هذا النوع بأعراض جنون الارتياب، جنون العظمة، جنون الاضطهاد.

## العلاج
يعد حالياً مرض انفصام الشخصية الارتيابي مرض مزمن ويستمر مدى الحياة، ولكن مع العلاج المناسب، يمكن للشخص المريض تحقيق توازن ونوعية حياة أفضل. ويعتمد العلاج على العلاج النفسي الشخصي والمجموعات والعلاج السلوكي والاجتماعي والبيئي والعلاج العائلي، بالإضافة للعلاج الدوائي والذي يعتمد على مضادات الذهان بشكل أساسي وبدأ حديثاً في الدول العربية استخدام العلاج بالصدمات الكهربية ECT.."

## وصلات خارجية
- Patient UK - Schizophrenia
- Paranoid Schizophrenia ICD-10